# Ratpenat frugívor menut
El ratpenat frugívor menut (Cynopterus minutus) és una espècie de ratpenat de la família dels pteropòdids. Viu a Brunei, Indonèsia i Malàisia. El seu hàbitat natural són els boscos primaris, però també se'l pot trobar a poblets i hàbitats pertorbats. És una espècie en risc mínim, és a dir, no sembla que hi hagi cap amenaça significativa per a la seva supervivència.